# Lijst van nummer 1-hits in de Radio 2 Top 30 in 2021
Deze hits stonden in 2021 op nummer 1 in de Vlaamse Radio 2 Top 30.
| Nummer | Datum        | Artiest                        | Titel                     |
| ------ | ------------ | ------------------------------ | ------------------------- |
| 783    | 2 januari    | Dua Lipa & Angèle              | Fever                     |
| 782    | 9 januari    | Jaap Reesema & Pommelien Thijs | Nu wij niet meer praten   |
|        | 16 januari   | Jaap Reesema & Pommelien Thijs | Nu wij niet meer praten   |
| 783    | 23 januari   | Dua Lipa & Angèle              | Fever                     |
| 784    | 30 januari   | The Kid Laroi                  | Without you               |
|        | 6 februari   | The Kid Laroi                  | Without you               |
| 783    | 13 februari  | Dua Lipa & Angèle              | Fever                     |
|        | 20 februari  | Dua Lipa & Angèle              | Fever                     |
| 785    | 27 februari  | The Weeknd                     | Save Your Tears           |
| 786    | 6 maart      | Metejoor & Babet               | 1 op een miljoen          |
|        | 13 maart     | Metejoor & Babet               | 1 op een miljoen          |
|        | 20 maart     | Metejoor & Babet               | 1 op een miljoen          |
|        | 27 maart     | Metejoor & Babet               | 1 op een miljoen          |
|        | 3 april      | Metejoor & Babet               | 1 op een miljoen          |
|        | 10 april     | Metejoor & Babet               | 1 op een miljoen          |
| 787    | 17 april     | Camille                        | Vuurwerk                  |
|        | 24 april     | Camille                        | Vuurwerk                  |
| 786    | 1 mei        | Metejoor & Babet               | 1 op een miljoen          |
|        | 8 mei        | Metejoor & Babet               | 1 op een miljoen          |
| 788    | 15 mei       | Niels Destadsbader & Regi      | De wereld draait voor jou |
|        | 22 mei       | Niels Destadsbader & Regi      | De wereld draait voor jou |
| 789    | 29 mei       | Hooverphonic                   | The Wrong Place           |
|        | 5 juni       | Hooverphonic                   | The Wrong Place           |
| 790    | 12 juni      | Måneskin                       | Zitti e buoni             |
| 787    | 19 juni      | Camille                        | Vuurwerk                  |
| 791    | 26 juni      | Olivia Rodrigo                 | Good 4 U                  |
| 792    | 3 juli       | Justin Wellington & Small Jam  | Iko Iko                   |
|        | 10 juli      | Justin Wellington & Small Jam  | Iko Iko                   |
| 787    | 17 juli      | Camille                        | Vuurwerk                  |
|        | 24 juli      | Camille                        | Vuurwerk                  |
| 793    | 31 juli      | Måneskin                       | Beggin'                   |
| 794    | 7 augustus   | Dua Lipa                       | Love Again                |
| 795    | 14 augustus  | Ed Sheeran                     | Bad habits                |
|        | 21 augustus  | Ed Sheeran                     | Bad habits                |
|        | 28 augustus  | Ed Sheeran                     | Bad habits                |
| 796    | 4 september  | Bazart                         | Anders                    |
| 797    | 11 september | The Kid Laroi & Justin Bieber  | Stay                      |
|        | 18 september | The Kid Laroi & Justin Bieber  | Stay                      |
| 798    | 25 september | Shouse                         | Love Tonight              |
| 799    | 2 oktober    | Elton John & Dua Lipa          | Cold Heart                |
| 798    | 9 oktober    | Shouse                         | Love Tonight              |
| 800    | 16 oktober   | Regi & Pauline                 | Duizend sterren           |
|        | 23 oktober   | Regi & Pauline                 | Duizend sterren           |
| 801    | 30 oktober   | Adele                          | Easy on Me                |
|        | 6 november   | Adele                          | Easy on Me                |
| 802    | 13 november  | Metejoor                       | Ze meent het              |
| 803    | 20 november  | Ed Sheeran                     | Shivers                   |
|        | 27 november  | Ed Sheeran                     | Shivers                   |
| 801    | 4 december   | Adele                          | Easy on Me                |
|        | 11 december  | Adele                          | Easy on Me                |
| 804    | 18 december  | Angèle                         | Bruxelles je t'aime       |
|        | 25 december  | Angèle                         | Bruxelles je t'aime       |